# 아나이로모나다류
아나이로모나다류(Anaeromonada)는 엑스카바타계에 속하는 원생생물의 분류군의 하나이다. 첨예편모충류(oxymonads)와 트리마스틱스속(Trimastix)을 포함하고 있다.
일부 저자는 "프레아조스틸라류(Preaxostyla)"라는 이름을 사용한다.

## 하위 분류
- 트리마스틱스목 (Trimastigida)
  - 트리마스틱스과 (Trimastigidae)
    - 트리마스틱스속 (Trimastix)
- 첨예편모충목 또는 옥시모나스목 (Oxymonadida)
  - 디네님파속 (Dinenympha)
  - 피르소님파속 (Pyrsonympha)
  - 옥시모나스속 (Oxymonas)